# Abarán
Abarán je město v Murcijském regionu na jihovýchodě Španělska. K roku 2017 mělo třináct tisíc obyvatel.
Leží na kopci nad řekou Segurou ve vzdálenosti přibližně 50 kilometrů severozápadně od Murcie.
Na území byly nalezeny doklady o osídlení již v době bronzové. Dále zde byly nalezeny doklady iberské, kartaginské a starořímské, naopak doklady vizigótské a byzantské schází.
V letech 1992 až 2012 ve městě působil fotbalový klub CF Base Abarán, který hrál čtvrtou nejvyšší celošpanělskou fotbalovou soutěž.